# أمين أبو عساف
اللواء أمين أبو عساف، (1909 - 2005) هو ضابط سوري، ولد في قرية سليم التابعة لمحافظة السويداء لعائلة درزية تعمل في الزراعة، ووالده الشيخ أحمد أبو عساف. شارك في حرب فلسطين 1948. شارك في الانقلاب العسكري ضد حكم حسني الزعيم عام 1949، ونفذ في 1954 انقلابا عسكريا ضد حكم أديب الشيشكلي أعاد النظام البرالماني إلى سورية.

## سيرته العسكرية والسياسية
بعد استكمال تعيلمه المدرسي في محافظة السويداء انتسب إلى الكلية الحربية وتخرج برتبة ملازم عام 1933، وتخصص في سلاح المدرعات. اتبع دورة في مدرسة سومير الفرنسية سنة 1936 وتدرّج في المناصب والرتب العسكرية ليصير رئيسا للشعبة الثانية (المخابرات ) وقائدا لسلاح المدرعات.
انسحب مع رفاقة عام 1945 من قوات الشرق التابعة لحكومة ديغول حين تنكرت السلطات الفرنسية لوعودها بالاستقلال.
شارك عام 1948 اشترك في حرب فلسطين برتبة نقيب، حيث شارك مع رفاقه في تحرير حصن يردا وسمخ وقاد معارك استرداد تل كعوش. في مذكراته يذكر أبو عساف معركة عرب الشمالنة ومعركة الحمة، وهما الوحيدتان بعد الهدنة الثانية، في محاولة إسرائيلية للاستيلاء على المنطقة المجرّدة من السلاح.
في 14 أغسطس 1949 شارك المقدّم أبو عساف، قائد فوج المدرعات الأول، مع مجموعة من الضباط السوريين (سامي الحناوي، أديب الشيشكلي) في انقلاب عسكري أسقط حكم حسني الزعيم الذي كان قد انقلب في نفس العام على حكومة الرئيس شكري القوتلي المنتخبة.(ص.115)، وفي 9 ديسمبر من نفس العام شارك في انقلاب أديب الشيشكلي (الأول) الذي أطاح بسامي الحناوي بعد محاولة الأخير ضم سورية إلى العراق الواقع آنذاك تحت السيطرية البريطانية، وأعاد السلطة إلى حكومة مدنية.(ص.118)
في عام 25 فبراير 1945 قاد انقلاباً عسكرياً على حكم أديب الشيشكلي، عاد بعده النظام البرلماني إلى سورية.(ص.247).
في قترة الوحدة مع مصر زار دورة لكبار الضباط في مصر، ورقي إلى رتبة لواء قبل أن يحال إلى التقاعد في عام 1958 مع مجموعة كبيرة من الضباط السوريين، وهي خطوة اعتبرها أبو عساف سياسية الدوافع. ومارس العمل السياسي بصفة عضو في مجلس نواب الجمهورية العربية المتحدة.
نشر مذكراته في كتاب «ذكرياتي».

## وفاته
توفي في 31 أكتوبر 2005، وشيع في جنازة كبيرة حضرها ممثلون رسميون.